# Pterolophia excavata
Pterolophia excavata là một loài bọ cánh cứng trong họ Cerambycidae.